# 4e regering van Israël
De 4e regering (ook bekend als het kabinet–Ben-Gurion IV) was de uitvoerende macht van de Staat Israël van 24 december 1952 tot 26 januari 1954. Premier David Ben-Gurion (Mapai) stond aan het hoofd van een coalitie van Mapai, de Verenigde Zionisten, de Nationaal-Religieuze Partij en de Progressieve Partij.

## Ambtsbekleders
| Ambtsbekleder                 | Ambtsbekleder          | Ambtsbekleder                                      | Functie                                       | Ambtstermijn     | Ambtstermijn     | Partij                       |
| ----------------------------- | ---------------------- | -------------------------------------------------- | --------------------------------------------- | ---------------- | ---------------- | ---------------------------- |
|                               | David Ben-Gurion       | David Ben-Gurion דָּוִד בֶּן-גּוּרִיּוֹן (1886–1973)         | Premier                                       | 14 mei 1948      | 26 januari 1954  | Mapai                        |
| Minister van Defensie         | David Ben-Gurion       | David Ben-Gurion דָּוִד בֶּן-גּוּרִיּוֹן (1886–1973)         |                                               | 14 mei 1948      | 26 januari 1954  | Mapai                        |
|                               | Moshe Sharett          | Moshe Sharett משֶׁה שָרֵת (1894–1965)                  | Minister van Buitenlandse Zaken               | 14 mei 1948      | 18 juni 1956     | Mapai                        |
|                               | Israel Rokach          | Israel Rokach ישראל רוקח (1896–1959)               | Minister van Binnenlandse Zaken               | 24 december 1952 | 29 juni 1955     | Verenigde Zionisten          |
|                               | Levi Eshkol            | Levi Eshkol לֵוִי אֶשְׁכּוֹל (1895–1969)                  | Minister van Financiën                        | 25 juni 1952     | 26 juni 1963     | Mapai                        |
|                               | Pinchas Rosen          | Pinchas Rosen פנחס רוזן (1887–1978)                | Minister van Justitie                         | 24 december 1952 | 13 februari 1956 | Progressieve Partij          |
|                               | Fritz Bernstein        | Fritz Bernstein פריץ ברנשטיין (1890–1971)          | Minister van Economie                         | 24 december 1952 | 29 juni 1955     | Verenigde Zionisten          |
|                               | Josef Sapir            | Josef Sapir יוסף ספיר (1902–1972)                  | Minister van Volksgezondheid                  | 24 december 1952 | 30 december 1952 | Verenigde Zionisten          |
|                               | Josef Serlin           | Josef Serlin יוסף סרלין (1906–1974)                | Minister van Volksgezondheid                  | 30 december 1952 | 29 juni 1955     | Verenigde Zionisten          |
|                               | Golda Meïr             | Golda Meïr גּוֹלְדָּה מֵאִיר (1898–1978)                  | Minister van Arbeid                           | 10 maart 1949    | 18 juni 1956     | Mapai                        |
|                               | Chaim-Moshe Shapira    | Chaim-Moshe Shapira חיים משה שפירא (1902–1970)     | Minister van Sociale Zaken en Welzijn         | 24 december 1952 | 1 juli 1958      | Nationaal- Religieuze Partij |
| Minister van Religieuze Zaken | Chaim-Moshe Shapira    | Chaim-Moshe Shapira חיים משה שפירא (1902–1970)     | 8 oktober 1951                                |                  | 1 juli 1958      | Nationaal- Religieuze Partij |
|                               | Ben-Zion Dinur         | Ben-Zion Dinur בן ציון דינור (1884–1973)           | Minister van Onderwijs en Cultuur             | 8 oktober 1951   | 3 november 1955  | Mapai                        |
|                               | Josef Serlin           | Josef Serlin יוסף סרלין (1906–1974)                | Minister van Vervoer                          | 24 december 1952 | 30 december 1952 | Verenigde Zionisten          |
|                               | Josef Sapir            | Josef Sapir יוסף ספיר (1902–1972)                  | Minister van Vervoer                          | 30 december 1952 | 29 juni 1955     | Verenigde Zionisten          |
|                               | Fritz Naftali          | Fritz Naftali פריץ נפתלי (1888–1961)               | Minister van Landbouw                         | 25 juni 1952     | 3 november 1955  | Mapai                        |
|                               | Dov Yosef              | Dov Yosef דב יוסף (1899–1980)                      | Minister van Ontwikkelingen                   | 15 juni 1953     | 3 november 1955  | Mapai                        |
|                               | Bechor-Shalom Sheetrit | Bechor-Shalom Sheetrit בכור-שלום שטרית (1895–1967) | Minister van Openbare Veiligheid              | 14 mei 1948      | 2 januari 1967   | Mapai                        |
|                               | Yosef Burg             | Yosef Burg יוסף בורג (1909–1999)                   | Minister van Communicatie                     | 24 december 1952 | 1 juli 1958      | Nationaal- Religieuze Partij |
|                               | Pinhas Lavon           | Pinhas Lavon פנחס לבון (1904–1976)                 | Minister zonder portefeuille (Algemene Zaken) | 25 juni 1952     | 26 januari 1954  | Mapai                        |
|                               | Dov Yosef              | Dov Yosef דב יוסף (1899–1980)                      | Minister zonder portefeuille (Algemene Zaken) | 24 december 1952 | 15 juni 1953     | Mapai                        |